# Xanthochorema calcaratum
Xanthochorema calcaratum är en nattsländeart som beskrevs av Schmid 1989. Xanthochorema calcaratum ingår i släktet Xanthochorema och familjen Hydrobiosidae. Inga underarter finns listade i Catalogue of Life.